# Supercopa Russa de Voleibol Masculino de 2018
A Supercopa Russa de Voleibol Masculino de 2018 foi a 11.ª edição deste torneio organizado anualmente pela Federação Russa de Voleibol (em russo:  Всероссийская федерация волейбола, VFV). A competição ocorreu na cidade de Cazã e participaram do torneio a equipe campeã e vice-campeão do Campeonato Russo de 2017-18.
O Zenit Kazan se sagrou campeão pela sétima vez desta competição – sendo o quarto título consecutivo – ao derrotar o Zenit São Petersburgo por 3 sets a 1.

## Formato da disputa
O torneio foi disputado em partida única, válida pela quinta rodada da Superliga Russa de 2018-19.

## Equipes participantes
| Equipe                | Cidade          | Qualificação                                                      | Última participação |
| --------------------- | --------------- | ----------------------------------------------------------------- | ------------------- |
| Zenit Kazan           | Cazã            | Campeão da Superliga Russa de 2017-18 e da Copa da Rússia de 2017 | 2017                |
| Zenit São Petersburgo | São Petersburgo | Vice-campeão da Superliga Russa de 2017-18                        | Estreante           |

## Resultado
| Data   | Hora  |             | Placar |                       | Set 1 | Set 2 | Set 3 | Set 4 | Set 5 | Total | Relatório |
| ------ | ----- | ----------- | ------ | --------------------- | ----- | ----- | ----- | ----- | ----- | ----- | --------- |
| 17 nov | 17:00 | Zenit Kazan | 3–1    | Zenit São Petersburgo | 25–16 | 21–25 | 25–15 | 25–20 |       | 96–76 | Relatório |

## Premiação
| Supercopa Russa de 2018         |
| ------------------------------- |
| Zenit Kazan Campeão (7° título) |